# 부서진 문을 통해
| 전문가 평가                 | 전문가 평가 |
| 평가 점수                   | 평가 점수   |
| 출처                        | 점수        |
| --------------------------- | ----------- |
| CD 저널                     | 부정적      |
| 문예별책 (마츠이 타쿠미)    | 부정적      |
| 문예별책 (카와이 료이치)    | 부정적      |
| 문예별책 (기타코지 타카시)  | 긍정적      |
| 음악지가 쓰지 않는 J팝 비평 | 긍정적      |
| Forget Me Not               | 긍정적      |

《부서진 문을 통해》(일본어: 壊れた扉から 코와레타 토비라카라[*])는 1985년 11월 28일, 소니 뮤직에서 발매된 일본의 싱어송라이터 오자키 유타카의 세 번째 스튜디오 음반이다.
오자키가 10대 시절 동안 3장의 음반을 발표하겠다는 목표를 세웠기 때문에, 그의 스무 번째 생일 전날에 발매되었다. 전작인 《회귀선》 (1985년) 이후 약 8개월 만에 발표된 작품으로, 작사, 작곡은 오자키가 전곡을 맡았으며, 프로듀서는 스도 아키라와 Heart Of Klaxon이 담당했다.
녹음은 소니 뮤직 스튜디오에서 진행되었으며, 편곡은 전작에 이어 니시모토 아키라가 맡았다. 또한 백 밴드는 투어에 함께했던 Heart Of Klaxon이 오자키와 함께 담당하였다. 전작들에서 두드러졌던 어른이나 사회에 대한 반항적인 메시지는 희미해졌으며, 대신 내면을 성찰하고 자문하는 내용을 담은 곡들이 다수 수록되었다.

## 배경
전작 《회귀선》은 오리콘 차트 1위를 기록했으며, 이어진 콘서트 투어 TROPIC OF GRADUATION TOUR는 1985년 5월 7일, 다치카와 시민회관 공연을 시작으로 총 39개 도시에서 39회에 걸쳐 진행되었다. 이는 전 회 투어인 FIRST LIVE CONCERT TOUR의 두 배에 달하는 규모였다. 투어 마지막 날인 8월 25일에는 오사카 구장에서 약 2만 6천 명을 동원하였다. 당시 일본에서 구장 공연을 실현한 록 뮤지션은 1978년 고라쿠엔 구장 공연을 연 야자와 에이키치 등을 포함한 극소수에 불과했지만, 오자키는 데뷔한 지 불과 1년 8개월 만에 스타디움 라이브를 성사시키는 데 성공했다. 또한 투어에서는 첫 곡으로 당시 미발표된 발라드 곡 〈미군기지〉를 연주하였으며, 미완성 상태였던 〈Freeze Moon〉은 연주 시간이 30분에 달하는 등 실험적이고 도전적인 공연이 이어졌다.
해당 투어가 진행되는 도중부터 《부서진 문을 통해》의 녹음이 시작되었다. 오자키가 같은 해 11월 29일에 만 20세가 되는 것을 계기로, 10대 시절 안에 세 번째 음반을 발표하자는 스태프의 계획 아래 강행군 일정 속에서 녹음이 진행되었다. 10월 25일에는 오자키의 첫 저서 《누군가의 클랙션》이 발매되었고, 11월 1일부터는 10대 시절의 마지막 콘서트 투어인 LAST TEENAGE APPEARANCE TOUR가 시작되었다. 그러나 오자키는 정해진 시간에 이동하고, 정해진 시간 안에 라이브 공연을 반복하는 생활에 점차 회의를 느끼기 시작했다. 노래에서는 자유를 갈망하는 내용을 부르면서도, 실제로는 시간에 얽매인 삶을 살고 있다는 점에서 모순을 느꼈고, 자신이 원하는 타이밍에 공연을 할 수 없다는 사실, 그리고 녹음이나 취재 활동에까지 그 불만은 점차 커져갔다.

## 곡 목록
모든 곡들은 오자키 유타카에 의해 작사/작곡하였다.
| #  | 제목                            | 재생 시간 |
| -- | ------------------------------- | --------- |
| 1. | 〈길 위의 규칙 (路上のルール)〉 | 4:31      |
| 2. | 〈잃어버린 1/2 (失くした1/2)〉  | 3:50      |
| 3. | 〈Forget-me-not〉               | 5:14      |
| 4. | 〈그 (彼)〉                     | 4:07      |
| 5. | 〈미군기지 (米軍キャンプ)〉     | 6:32      |

| #  | 제목                                     | 재생 시간 |
| -- | ---------------------------------------- | --------- |
| 6. | 〈Freeze Moon〉                          | 6:17      |
| 7. | 〈Driving All Night〉                    | 5:26      |
| 8. | 〈도넛 가게 (ドーナツ・ショップ)〉       | 5:41      |
| 9. | 〈누군가의 클랙션 (誰かのクラクション)〉 | 6:20      |